# 올림픽 스페인 선수단
올림픽 스페인 선수단은 스페인을 대표하여 올림픽에 참가하는 선수단이다. 스페인은 1900년 파리 올림픽부터 올림픽에 처음 참가하였으며 1920년 하계 올림픽부터 거의 매 대회에 참가하고 있다. 동계 올림픽도 1936년 동계 올림픽부터 매 대회에 참가하고 있다. 대회 조직은 1924년 창설된 스페인 올림픽 위원회 (COE)에서 맡는다.
1936년 베를린 올림픽 대회에는 내전 정국으로 인해 불참하였으며 1956년 멜버른 올림픽에서도 소련의 헝가리 침공에 항의하는 뜻으로 불참하였다. 대회 수개월 전에는 스웨덴 스톡홀름에서 승마 종목이 치러졌으나 해당 종목에 참가한 스페인 선수는 없었다.
스페인은 1992년 하계 올림픽을 바르셀로나에서 개최하였다. 바르셀로나는 당시 후안 안토니오 사마란치 IOC 위원장의 고향이기도 하였다. 이밖에도 마드리드, 하카, 세비야 등이 하계 올림픽과 동계 올림픽 유치에 나선 적이 있으나 모두 유치에는 실패하였다.
스페인 선수단의 올림픽 통산 메달 획득기록은 33개 종목 174개 메달로 역대 올림픽 메달 집계에서 25위에 자리해 있다. 이 가운데 동계 올림픽에서의 메달 획득 기록은 5개이다. 하계 올림픽에서는 요트 종목에서 강세를 보이고 있다.
다만 1900년 하계 올림픽 비둘기 사격 종목에 출전한 페드로 호세 피달 이 베르날도 데 키로스 선수가 메달을 획득한 적이 있었으며, 스페인 올림픽 위원회는 이 기록을 인정하여 메달 획득기록에 추가하고 있으나, 국제올림픽위원회 측은 해당 종목 자체를 비공식 종목으로 간주하고 있어 정식 메달기록으로도 인정하지 않는다.

## 유치 대회
스페인은 현재까지 총 1번의 올림픽 대회를 유치하였다.
| 대회               | 개최도시   | 기간             | 참가국  | 참가선수 | 종목수  |
| ------------------ | ---------- | ---------------- | ------- | -------- | ------- |
| 1992년 하계 올림픽 | 바르셀로나 | 7월 25일~8월 9일 | 169개국 | 9,356명  | 257종목 |

### 유치 실패
| 대회               | 후보도시   | 유치 도시             |
| ------------------ | ---------- | --------------------- |
| 1924년 하계 올림픽 | 바르셀로나 | 프랑스 파리           |
| 1936년 하계 올림픽 | 바르셀로나 | 나치 독일 베를린      |
| 1972년 하계 올림픽 | 마드리드   | 서독 뮌헨             |
| 1998년 동계 올림픽 | 하카       | 일본 나가노           |
| 2002년 동계 올림픽 | 하카       | 미국 솔트레이크시티   |
| 2004년 하계 올림픽 | 세비야     | 그리스 아테네         |
| 2008년 하계 올림픽 | 세비야     | 중화인민공화국 베이징 |
| 2010년 동계 올림픽 | 하카       | 캐나다 밴쿠버         |
| 2012년 하계 올림픽 | 마드리드   | 영국 런던             |
| 2014년 동계 올림픽 | 하카       | 러시아 소치           |
| 2016년 하계 올림픽 | 마드리드   | 브라질 리우데자네이루 |
| 2020년 하계 올림픽 | 마드리드   | 일본 도쿄             |

## 메달 집계
개최국 자격
| 대회                  | 선수      | 금메달 | 은메달 | 동메달 | 총합 | 순위 |
| --------------------- | --------- | ------ | ------ | ------ | ---- | ---- |
| 1896년 아테네         | 불참      | 불참   | 불참   | 불참   | 불참 | 불참 |
| 1900년 파리           | 8         | 1      | 0      | 0      | 1    | 14   |
| 1904년 세인트루이스   | 불참      | 불참   | 불참   | 불참   | 불참 | 불참 |
| 1908년 런던           | 불참      | 불참   | 불참   | 불참   | 불참 | 불참 |
| 1912년 스톡홀름       | 불참      | 불참   | 불참   | 불참   | 불참 | 불참 |
| 1920년 안트베르펜     | 32        | 0      | 2      | 0      | 2    | 17   |
| 1924년 파리           | 125       | 0      | 0      | 0      | 0    | –    |
| 1928년 암스테르담     | 80        | 1      | 0      | 0      | 1    | 24   |
| 1932년 로스앤젤레스   | 6         | 0      | 0      | 1      | 1    | 26   |
| 1936년 베를린         | 불참      | 불참   | 불참   | 불참   | 불참 | 불참 |
| 1948년 런던           | 65        | 0      | 1      | 0      | 1    | 28   |
| 1952년 헬싱키         | 27        | 0      | 1      | 0      | 1    | 34   |
| 1956년 멜버른         | 6         | 0      | 0      | 0      | 0    | –    |
| 1960년 로마           | 144       | 0      | 0      | 1      | 1    | 41   |
| 1964년 도쿄           | 53        | 0      | 0      | 0      | 0    | –    |
| 1968년 멕시코시티     | 127       | 0      | 0      | 0      | 0    | –    |
| 1972년 뮌헨           | 120       | 0      | 0      | 1      | 1    | 43   |
| 1976년 몬트리올       | 106       | 0      | 2      | 0      | 2    | 30   |
| 1980년 모스크바       | 155       | 1      | 3      | 2      | 6    | 20   |
| 1984년 로스앤젤레스   | 179       | 1      | 2      | 2      | 5    | 20   |
| 1988년 서울           | 229       | 1      | 1      | 2      | 4    | 25   |
| 1992년 바르셀로나     | 422       | 13     | 7      | 2      | 22   | 6    |
| 1996년 애틀랜타       | 289       | 5      | 6      | 6      | 17   | 13   |
| 2000년 시드니         | 321       | 3      | 3      | 5      | 11   | 25   |
| 2004년 아테네         | 317       | 3      | 11     | 6      | 20   | 20   |
| 2008년 베이징         | 286       | 5      | 11     | 3      | 19   | 14   |
| 2012년 런던           | 278       | 4      | 10     | 6      | 20   | 17   |
| 2016년 리우데자네이루 | 305       | 7      | 4      | 6      | 17   | 14   |
| 2020년 도쿄           | 321       | 3      | 8      | 6      | 17   | 22   |
| 2024년 파리           | 개최 예정 |        |        |        |      |      |
| 2028년 로스앤젤레스   | 개최 예정 |        |        |        |      |      |
| 2032년 브리즈번       | 개최 예정 |        |        |        |      |      |
| 총합                  | 총합      | 48     | 72     | 49     | 169  | 28   |

| 대회                         | 선수      | 금메달    | 은메달    | 동메달    | 총합      | 순위      |
| ---------------------------- | --------- | --------- | --------- | --------- | --------- | --------- |
| 1924년 샤모니                | 불참      | 불참      | 불참      | 불참      | 불참      | 불참      |
| 1928년 장크트모리츠          | 불참      | 불참      | 불참      | 불참      | 불참      | 불참      |
| 1932년 레이크플래시드        | 불참      | 불참      | 불참      | 불참      | 불참      | 불참      |
| 1936년 가르미슈파르텐키르헨  | 6         | 0         | 0         | 0         | 0         | –         |
| 1948년 장크트모리츠          | 6         | 0         | 0         | 0         | 0         | –         |
| 1952년 오슬로                | 4         | 0         | 0         | 0         | 0         | –         |
| 1956년 코르티나담페초        | 9         | 0         | 0         | 0         | 0         | –         |
| 1960년 스쿼밸리              | 4         | 0         | 0         | 0         | 0         | –         |
| 1964년 인스부르크            | 6         | 0         | 0         | 0         | 0         | –         |
| 1968년 그르노블              | 19        | 0         | 0         | 0         | 0         | –         |
| 1972년 삿포로                | 3         | 1         | 0         | 0         | 1         | 13        |
| 1976년 인스부르크            | 4         | 0         | 0         | 0         | 0         | –         |
| 1980년 레이크플래시드        | 8         | 0         | 0         | 0         | 0         | –         |
| 1984년 사라예보              | 12        | 0         | 0         | 0         | 0         | –         |
| 1988년 캘거리                | 12        | 0         | 0         | 0         | 0         | –         |
| 1992년 알베르빌              | 17        | 0         | 0         | 1         | 1         | 19        |
| 1994년 릴레함메르            | 13        | 0         | 0         | 0         | 0         | –         |
| 1998년 나가노                | 12        | 0         | 0         | 0         | 0         | –         |
| 2002년 솔트레이크시티        | 7         | 0         | 0         | 0         | 0         | –         |
| 2006년 토리노                | 16        | 0         | 0         | 0         | 0         | –         |
| 2010년 밴쿠버                | 18        | 0         | 0         | 0         | 0         | –         |
| 2014년 소치                  | 20        | 0         | 0         | 0         | 0         | –         |
| 2018년 평창                  | 13        | 0         | 0         | 2         | 2         | 26        |
| 2022년 베이징                | 14        | 0         | 1         | 0         | 1         | 25        |
| 2026년 밀라노-코르티나담페초 | 개최 예정 | 개최 예정 | 개최 예정 | 개최 예정 | 개최 예정 | 개최 예정 |
| 총합                         | 총합      | 1         | 1         | 3         | 5         | 41        |

| 종목           | 금 | 은 | 동 | 합계 |
| -------------- | -- | -- | -- | ---- |
| 요트           | 13 | 5  | 3  | 21   |
| 카누           | 5  | 10 | 5  | 20   |
| 사이클         | 5  | 5  | 6  | 16   |
| 육상           | 3  | 5  | 8  | 16   |
| 체조           | 3  | 4  | 1  | 8    |
| 유도           | 3  | 1  | 2  | 6    |
| 테니스         | 2  | 7  | 4  | 13   |
| 수영           | 2  | 2  | 4  | 8    |
| 태권도         | 1  | 5  | 1  | 7    |
| 하키           | 1  | 3  | 1  | 5    |
| 축구           | 1  | 3  | 0  | 4    |
| 수구           | 1  | 3  | 0  | 4    |
| 승마           | 1  | 2  | 1  | 4    |
| 사격           | 1  | 2  | 1  | 4    |
| 역도           | 1  | 1  | 1  | 3    |
| 가라테         | 1  | 1  | 0  | 2    |
| 배드민턴       | 1  | 0  | 0  | 1    |
| 바스크 펠로타  | 1  | 0  | 0  | 1    |
| 양궁           | 1  | 0  | 0  | 1    |
| 스포츠클라이밍 | 1  | 0  | 0  | 1    |
| 농구           | 0  | 4  | 1  | 5    |
| 싱크로나이즈   | 0  | 3  | 1  | 4    |
| 복싱           | 0  | 2  | 2  | 4    |
| 조정           | 0  | 1  | 0  | 1    |
| 비치발리볼     | 0  | 1  | 0  | 1    |
| 트라이애슬론   | 0  | 1  | 0  | 1    |
| 폴로           | 0  | 1  | 0  | 1    |
| 핸드볼         | 0  | 0  | 5  | 5    |
| 레슬링         | 0  | 0  | 1  | 1    |
| 펜싱           | 0  | 0  | 1  | 1    |
| 합계 (30개)    | 48 | 72 | 49 | 169  |

| 종목         | 금 | 은 | 동 | 합계 |
| ------------ | -- | -- | -- | ---- |
| 알파인스키   | 1  | 0  | 1  | 2    |
| 스노보드     | 0  | 1  | 1  | 2    |
| 피겨스케이팅 | 0  | 0  | 1  | 1    |
| 합계 (3개)   | 1  | 1  | 3  | 5    |

## 같이 보기
- 분류:스페인의 올림픽 참가 선수